# Convento de los Capuchinos (Sevilla)
El convento de las Santas Justa y Rufina, conocido como convento de los Capuchinos, fue fundado en Sevilla (Andalucía, España) en el siglo XVII.

## Historia
En 1627 el capuchino Agustín de Granada, comisario general de la custodia de Andalucía, se trasladó a Sevilla y planteó al arzobispo Diego Guzmán la creación de un hospicio de su orden con cuatro o seis religiosos para decir misa, lo que fue autorizado ese mismo año.
A extramuros de la ciudad, cerca de la Puerta de Córdoba, se encontraba la ermita de las Santas Justa y Rufina, con una casa aneja. La tradición dice que en esta ermita se encontraban enterrados los restos de estas santas. En este lugar las monjas agustinas tuvieron el Convento de San Leandro, hasta que se trasladaron intramuros de la ciudad en 1367. En el siglo XVII la ermita de las Santas Justa y Rufina estaba regentada por una hermandad, que la donó a los capuchinos. Estos se instalaron en la casa de al lado y usaron aquella ermita como templo. En 1637 los capuchinos compraron a las agustinas los terrenos de alrededor y, posteriormente, adquirieron terrenos anejos a los religiosos del Espíritu Santo, de Belén, del Carmen Calzado y del Cabildo Catedralicio.
En 1628 Inés de Quintanilla, viuda de Diego Carreño, donó en su testamento sus bienes para la fundación de un convento de las monjas recoletas agustinas de Santa Mónica y, en el caso de que este no se fundara, para los capuchinos. Como el otro no se fundó, con estos fondos, los frailes construyeron su nuevo convento. En 1632, Inés de Quintanilla, que estaba enterrada en la Iglesia de Santiago el Mayor, fue enterrada en el templo conventual.

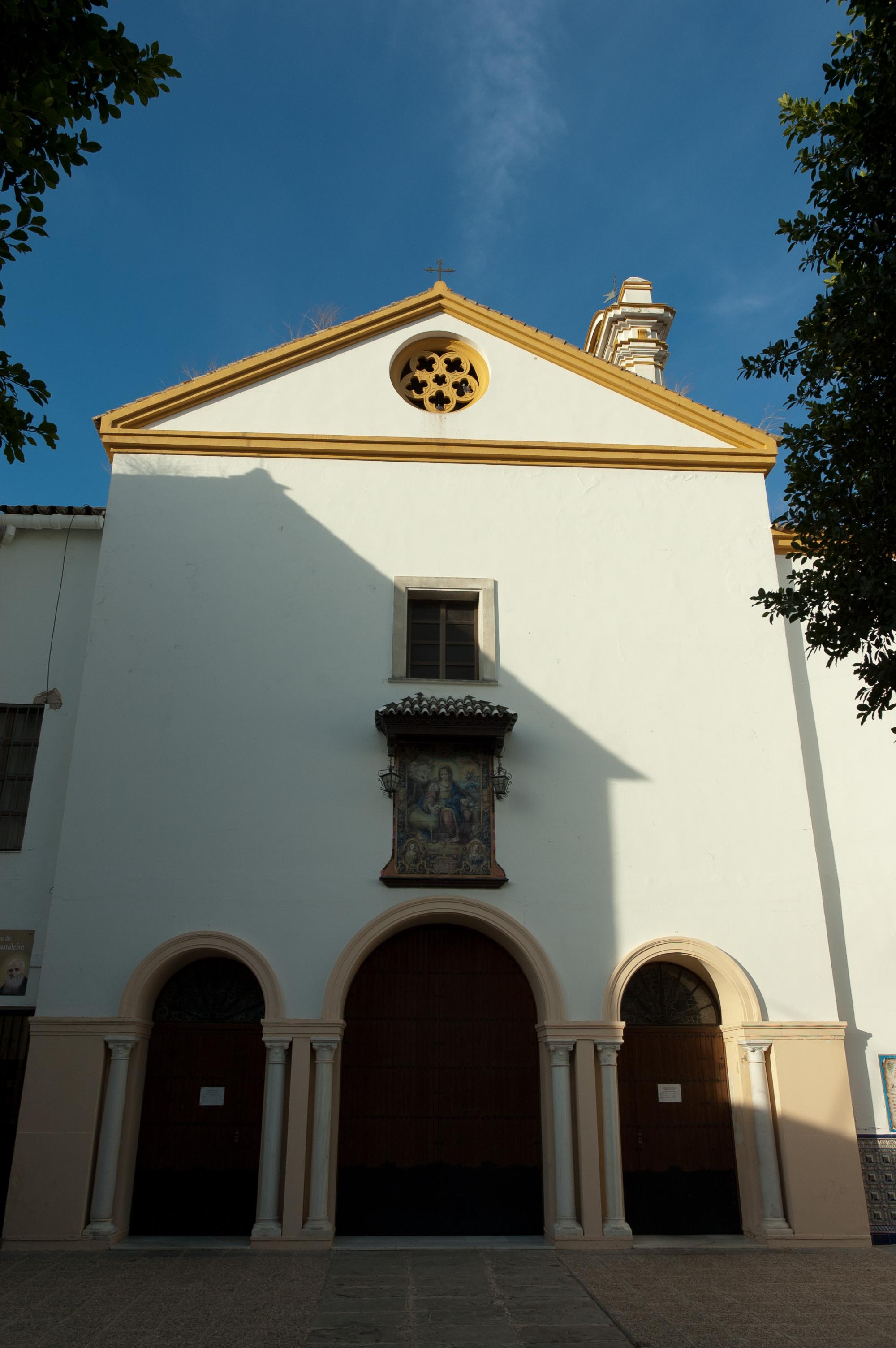
Fachada de la iglesia de la Divina Pastora

En el siglo XVII el convento recibió varias donaciones, entre las cuales se encontraban: los duques de Medinaceli; Joseph Escobedo, capitán y caballero de la Orden de Santiago, que fundó una capellanía en el templo; Juan Ordóñez de Pineda, que en 1668 donó fondos para la decoración de retablos de la iglesia y para cuadros de Murillo; y Guillermo de Clareboux, oriundo de Pirex y asentado en Sevilla en 1667, que donó fondos para la construcción de la enfermería y el noviciado y que fue enterrado en la capilla de dicha enfermería en 1699.
El convento fue finalizado en 1630.
El convento sufrió las riadas por el desbordamiento del arroyo Tagarete de 1784 y 1796.
Con la invasión francesa de Sevilla, en 1810, los frailes escaparon. Por encargo del definidor provincial Luis Antonio de Sevilla, los cuadros de Bartolomé Esteban Murillo del convento fueron llevados en barco Cádiz y, de ahí, a Gibraltar. Solamente se quedaron en Sevilla tres, que fueron incautados por el mariscal Soult, aunque luego fueron devueltos. En la invasión, se perdió todo el fondo documental del archivo del convento, con libros de memorias de las misiones a Guinea, Congo y Mámora, memorias de los conventos de Málaga y Murcia, biografías de 127 frailes capuchinos de entre 1618 y 1805 y los libros de fundaciones de todos los conventos capuchinos de Andalucía. El convento fue convertido en hospital.
Tras la expulsión de los franceses en 1812, y con las gestiones de fray José Cambil y el apoyo del gobernador militar Pedro Gilmaret, los capuchinos volvieron a instalarse en el inmueble en 1813. Todos los cuadros volvieron al convento, salvo los de San Miguel y la Santa Faz. El convento fue restaurado. A la iglesia se le añadieron dos capillas en los laterales, que contaron con la ayuda económica del Cabildo Catedralicio por lo que, en agradecimiento, el convento donó a la catedral el cuadro del Santo Ángel de la Guarda.
En 1834 el convento tenía: 23 sacerdotes, 1 profeso clérigo, 19 profesos no clérigos, 40 novicios clérigos, 10 novicios no clérigos y 10 postulantes.

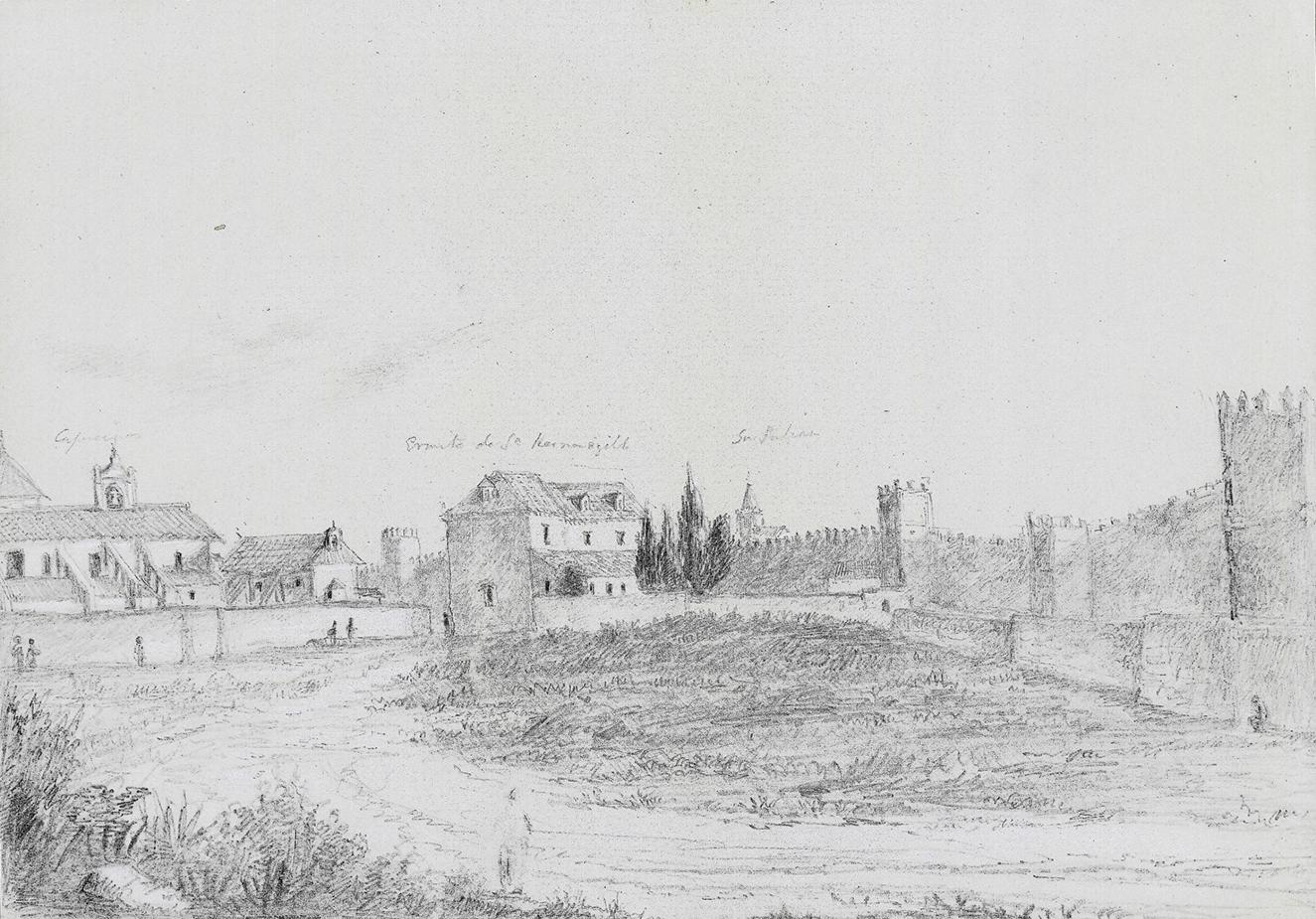
Convento de los Capuchinos, iglesia de San Hermegildo y murallas de Sevilla. 1831. Richard Ford

Fue desamortizado en 1835. En 1838 fue adquirido por la Orden Hospitalaria de San Juan de Dios. No obstante, por dejación de los pagos, el convento pasó de nuevo a manos del Estado. En 1839 pasó a manos de Antonio Rodríguez. A mediados del siglo XIX fue otra vez propiedad del Estado y en 1856 fue adjudicado al Ayuntamiento, que instaló en el mismo el Hospital Provincial de Isabel II, tras las epidemias de enfermos de cólera que había habido en 1854 y 1855. En 1859 se habilitó para atender a heridos de guerra. Posteriormente, sirvió para acoger a pobres y vagabundos y como almacén de la alcaldía.
La iglesia permaneció abierta al culto a cargo de un capellán. El capellán fray Francisco de Paula y Estepa realizó avisos a mediados del siglo XIX del mal estado en el que se encontraba el antiguo convento. El régimen surgido de la Revolución de 1868 propuso el derribo del mismo y de su iglesia, aunque finalmente esto no se llevó a cabo. Entre 1868 y 1871 la imagen de la Divina Pastora de esta iglesia estuvo en la Iglesia de San Julián. En 1889 se constituyó la comunidad de capuchinos de Sevilla.
En 1894 el ayuntamiento otorgó el uso del convento a los capuchinos. En 1914 el convento pasó a ser propiedad de la orden a cambio de una huerta comprada en 1895.

### Devoción a la Divina Pastora de las Almas
El 24 de junio de 1703 al fraile Isidoro de Sevilla se le ocurrió la devoción Divina Pastora de las Almas en este convento. Le pidió al pintor Alonso Miguel de Tovar un cuadro con la imagen de la Divina Pastora. También fundó la primera Hermandad del Rebaño de María en la Iglesia de San Gil. El fraile encargó una escultura de la Virgen de vestir a Francisco Antonio Ruiz Gijón, que era sacada en procesión acompañada por feligreses que rezaban el santo rosario. La escultura fue trasladada en 1705 a la Iglesia de Santa Marina, donde situó su sede la hermandad que la tenía como titular. Esta devoción se extendió por Italia y América. En 1992 esta primera hermandad se trasladó a la iglesia del antiguo hospital de San Bernardo, rebautizándose el templo como Capilla de la Divina Pastora, en la calle Amparo. Esta hermandad conserva el primer cuadro y la primera escultura de la Divina Pastora.
Los provinciales y definidores de la provincia de los capuchinos no autorizaron que la imagen de esta advocación se situara en los conventos andaluces hasta 1742. El 30 de abril de 1797 el beato Diego de Cádiz entronizó a la Divina Pastora en el convento de Sevilla y el 8 de mayo de 1798 un decreto de la orden estableció la colocación de la imagen en todas sus iglesias y la designó como patrona de las misiones capuchinas españolas.
En el convento se encuentra un cuadro de la Divina Pastora realizado por Domingo Martínez hacia 1745. La iglesia conventual conserva una escultura de la Divina Pastora realizada por José Fernández Guerrero en 1822.
En la iglesia del convento tiene su sede la Hermandad del Redil Eucarístico de la Divina Pastora de las Almas Coronada y del Beato Diego José de Cádiz.
La imagen de la Divina Pastora titular de la hermandad de este convento fue coronada el 22 de mayo de 1921 por el obispo de Ostracine, Inocencio Dávila, entonces obispo auxiliar de Córdoba, Argentina. Esta coronación fue elevada al rango de canónica el 23 de mayo de 2004 por el arzobispo de Sevilla, Carlos Amigo Vallejo.

## Iglesia de la Divina Pastora
El templo conventual es la iglesia de la Divina Pastora. En el altar mayor está el cuadro del Abrazo de Cristo a san Francisco, del siglo XVIII. Debajo de este hay un Crucificado del siglo XVIII. A ambos lados del Crucificado están las estatuas de las Santas Justa y Rufina, realizadas por el taller de Pedro Duque Cornejo. A ambos lados del presbiterio hay dos ángeles lampadarios de autor anónimo.
En la nave del Evangelio de la iglesia se encuentra la escultura de la Divina Pastora, de José Fernández Guerrero de 1822. También se encuentran las esculturas de la Virgen de los Dolores (Juan de Astorga, siglo XIX), San Francisco de Asís (Pedro Navía Campos, siglo XX) y el Sagrado Corazón de Jesús (taller de Olot, siglo XX). En esta nave hay un cuadro del Éxtasis de San Francisco de Asís, copia de un Murillo.
En la nave de la epístola hay retablos de estilo clásico recientes. En uno se encuentra San Luis (anónimo, siglo XVIII) en el centro y, en la parte inferior, hay una hornacina con la Virgen dormida (Sebastián Santos Rojas, siglo XX). Otro retablo acoge a Fray Diego de Cádiz (Antonio Susillo, 1894, costeado por María Luisa de Borbón). Este retablo alberga reliquias del beato, entre las que están su sombrero y libros. También hay un retablo con San Félix ofreciendo al Niño Jesús a la Virgen (anónimo, siglo XIX). También está la escultura de una Virgen con el Niño (anónimo, siglo XVIII).
En la nave de la epístola hay cuadros de Santo Tomás de Villanueva de adulto, Santo Tomás de Villanueva de niño y uno de las Santas Justa y Rufina, todos copias de obras de Murillo.
En los muros de las naves de la iglesia también hay varios cuadros de la Divina Pastora.

## Patrimonio procedente del convento
- Pinturas del retablo mayor. Bartolomé Esteban Murillo. 1665-1666.[16]
  - San Antonio. Museo de Bellas Artes de Sevilla.
  - El Jubileo de la Porciúncula. Museo Wallraf-Richartz. Colonia.
  - San Félix de Cantalicio. Museo de Bellas Artes de Sevilla.
  - San José con el Niño. Museo de Bellas Artes de Sevilla.
  - San Juan Bautista. Museo de Bellas Artes de Sevilla.
  - San José con el Niño. Museo de Bellas Artes de Sevilla.
  - Santas Justa y Rufina. Museo de Bellas Artes de Sevilla.
  - Virgen de la Servilleta. Museo de Bellas Artes de Sevilla.
  - San Leandro y San Buenaventura. Museo de Bellas Artes de Sevilla.

También se encuentran en el Museo de Bellas Artes de Sevilla los siguientes cuadros de Bartolomé Esteban Murillo, realizados entre 1668 y 1669:
- San Antonio de Padua.
- Adoración de los pastores.
- La Inmaculada con el Padre Eterno.
- San Félix de Cantalicio.
- San Francisco abrazado por Cristo crucificado.
- Santo Tomás de Villanueva.
- Anunciación.
- Piedad.
- Inmaculada del Coro.

El cuadro del Santo Ángel de la Guarda, realizado por Bartolomé Esteban Murillo entre 1668-1669, se encuentra en la Catedral de Sevilla.
También se encuentran en el Museo de Bellas Artes de Sevilla los cuadros de los apóstoles realizados por Francisco Polanco hacia 1640:
- San Juan Evangelista.
- Santiago el Menor.
- San Judas Tadeo.
- San Bartolomé.
- San Felipe.
- San Andrés.
- San Pablo.
- San Mateo.
- Santo Tomás.
- San Simón.
- San Pedro.
- Santiago el Mayor.

El Museo de Bellas Artes de Sevilla cuenta también con los siguientes cuadros:
- Crucificado. Francisco de Zurbarán. Hacia 1625-1630.
- Crucificado. Francisco de Zurbarán. Hacia 1640.

Provienen también del convento los siguientes cuadros:
- Fray Isidoro de Sevilla. Juan Ruiz Soriano. Hacia 1730. Iglesia de Santa Marina. Sevilla.
- Nacimiento de san Juan Bautista. Cristóbal López. Hacia 1700. Catedral de Málaga.